# 昆崙國際金融
CLSA Premium Limited，前稱昆侖國際金融集團有限公司，簡稱CLSA Premium（港交所：6877）是2010年於開曼群島註冊成立為獲豁免有限公司。
CLSA Premium 為一間控股公司，其附属公司提供槓桿式外滙交易和其他交易，现金交易業務及其他服務。。
CLSA Premium 香港總部位於香港九龍柯士甸道西1号環球貿易廣場75楼7501及7508室。
CLSA Premium 股份在2013年7月3日於港交所創業板上市。配售價為0.452港元，發售股份為343,345,000股股份，而集資額為155,191,940港元。及後，在2017年12月15日於港交所主板上市。

## 旗下企業
- CLSA Premium International (HK) Limited （前稱 KVB Kunlun International (HK) Limited 昆侖國際（香港）有限公司）
- CLSA Premium New Zealand Limited （前稱KVB Kunlun New Zealand Limited）
- CLSA Premium Pty Limited （前稱KVB Kunlun Pty Limited）

## 連結
- clsapremium.com （页面存档备份，存于）